# Liste der Quell- und Niedermoorgesellschaften, Hochmoorschlenken- und Bulten-Gesellschaften in Deutschland
Die Liste der Quell- und Niedermoorgesellschaften, Hochmoorschlenken- und Bulten-Gesellschaften in Deutschland wurde der Roten Liste gefährdeter Pflanzengesellschaften Deutschlands (Rennwald 2000) entnommen, die alle in Deutschland vorkommenden Pflanzengesellschaften enthält.
Es wurde dabei nur die Pflanzenformation V = Quell- und Niedermoorgesellschaften, Hochmoorschlenken- und Bulten-Gesellschaften berücksichtigt.
Diese Formation hat drei Klassen:
- Schaumkraut-Quellflurgesellschaften - Montio-Cardaminetea Br.-Bl. et Tx. ex Klika 1948
- Niedermoor- und Schlenkengesellschaften - Scheuchzerio-Caricetea fuscae Tx. 1937
- Zwergstrauchreiche Hochmoor-Torfmoos-Gesellschaften - Oxycocco-Sphagnetea Br.-Bl. et Tx. ex Westhoff et al. 1946

Die Liste wurde in diese Klassen unterteilt.
Zu jeder Pflanzengesellschaft ist ein Bild, ihre Ordnung, ihr Verband, ihr synsystematischer Rang, ihr deutscher Name, ihr wissenschaftlicher Name und ihr Gefährdungsgrad (Spalte: G) in jeweils einer Spalte angegeben.
Rang:
- FOR = Formation
- KLA = Klasse
- ORD = Ordnung
- VRB = Verband
- ASS = Assoziation

Gefährdungsgrad:
- 0 = Ausgestorben oder verschollen
- 1 = Vom Aussterben bedroht
- 2 = Stark gefährdet
- 3 = Gefährdet
- G = Gefährdung anzunehmen
- R = Extrem selten
- V = Zurückgehend, Art der Vorwarnliste
- * = derzeit nicht gefährdet
- D = Daten zu Verbreitung und Gefährdung ungenügend[3]

Die Pflanzengesellschaften in dieser Liste sollten nur auf Artikel über die gesamte jeweilige Pflanzengesellschaft verlinkt werden, nicht auf einzelne Vertreter der Pflanzengesellschaft.

## Schaumkraut-Quellflurgesellschaften
| Bild | Ordnung                                         | Verband                                                 | Rang | Deutscher Name                                          | wissenschaftlicher Name                                             | G |
| ---- | ----------------------------------------------- | ------------------------------------------------------- | ---- | ------------------------------------------------------- | ------------------------------------------------------------------- | - |
|      | Europäische Schaumkraut-Quellflurgesellschaften |                                                         | ORD  | Europäische Schaumkraut-Quellflurgesellschaften         | Montio-Cardaminetalia Pawlowski in Pawlowski et al. 1928            |   |
|      | Europäische Schaumkraut-Quellflurgesellschaften |                                                         | ASS  | Bitterschaumkraut-Gesellschaft                          | Cardamine amara-Gesellschaft                                        | * |
|      | Europäische Schaumkraut-Quellflurgesellschaften | Schaumkraut-Quellflurgesellschaften kalkarmer Standorte | VRB  | Schaumkraut-Quellflurgesellschaften kalkarmer Standorte | Cardamino-Montion Br.-Bl. 1926                                      |   |
|      | Europäische Schaumkraut-Quellflurgesellschaften | Schaumkraut-Quellflurgesellschaften kalkarmer Standorte | ASS  | Gesellschaft von Schleichers Birnmoos                   | Montio-Bryetum schleicheri Br.-Bl. 1925                             | 2 |
|      | Europäische Schaumkraut-Quellflurgesellschaften | Schaumkraut-Quellflurgesellschaften kalkarmer Standorte | ASS  | Quellmoos-Bachquellkraut-Gesellschaft                   | Philonotido fontanae-Montietum rivularis Büker et Tx. in Büker 1942 | 3 |
|      | Europäische Schaumkraut-Quellflurgesellschaften | Schaumkraut-Quellflurgesellschaften kalkarmer Standorte | ASS  | Gesellschaft des Gegenblättrigen Milzkrautes            | Chrysosplenietum oppositifoliae Oberd. et Philippi in Oberd. 1957   | V |
|      | Schaumkraut-Starknervmoos-Tuffgesellschaften    |                                                         | ORD  | Schaumkraut-Starknervmoos-Tuffgesellschaften            | Cardamino-Cratoneuretalia Maas 1959                                 |   |
|      | Schaumkraut-Starknervmoos-Tuffgesellschaften    | Starknervmoos-Tuffgesellschaften                        | VRB  | Starknervmoos-Tuffgesellschaften                        | Cratoneurion commutati W. Koch 1928 nom. illegit.                   |   |
|      | Schaumkraut-Starknervmoos-Tuffgesellschaften    | Starknervmoos-Tuffgesellschaften                        | ASS  | Starknervmoos-Gänsekressen-Tuffgesellschaft             | Cratoneuro-Arabidetum bellidifoliae W. Koch 1928                    | * |
|      | Schaumkraut-Starknervmoos-Tuffgesellschaften    | Starknervmoos-Tuffgesellschaften                        | ASS  | Starknervmoos-Quelltuffgesellschaft                     | Cratoneuretum commutati Aichinger 1933 nom. illegit.                | 3 |
|      | Schaumkraut-Starknervmoos-Tuffgesellschaften    | Starknervmoos-Tuffgesellschaften                        | ASS  | Gesellschaft des Pyrenäen-Löffelkrautes                 | Cochlearia pyrenaica-Gesellschaft                                   | 2 |

## Niedermoor- und Schlenkengesellschaften
| Bild | Ordnung                                              | Verband                                                       | Rang | Deutscher Name                                                | wissenschaftlicher Name                                                              | G |
| ---- | ---------------------------------------------------- | ------------------------------------------------------------- | ---- | ------------------------------------------------------------- | ------------------------------------------------------------------------------------ | - |
|      | Zwischenmoor- und Schlenkengesellschaften            |                                                               | ORD  | Zwischenmoor- und Schlenkengesellschaften                     | Scheuchzerietalia palustris Nordhagen 1937                                           |   |
|      | Zwischenmoor- und Schlenkengesellschaften            |                                                               | ASS  | Torfmoos-Wollgras-Gesellschaft                                | Eriophorum angustifolium-Sphagnum fallax / cuspidatum-Gesellschaft                   | * |
|      | Zwischenmoor- und Schlenkengesellschaften            | Schnabelried-Schlenkengesellschaften                          | VRB  | Schnabelried-Schlenkengesellschaften                          | Rhynchosporion albae W. Koch 1926                                                    |   |
|      | Zwischenmoor- und Schlenkengesellschaften            | Schnabelried-Schlenkengesellschaften                          | ASS  | Schlammseggen-Blumenbinsen-Schwingrasen                       | Caricetum limosae Osvald 1923                                                        | 3 |
|      | Zwischenmoor- und Schlenkengesellschaften            | Schnabelried-Schlenkengesellschaften                          | ASS  | Gesellschaft des Weißen Schnabelriedes                        | Sphagno tenelli-Rhynchosporetum albae Osvald 1923 nom. conserv. propos.              | 3 |
|      | Zwischenmoor- und Schlenkengesellschaften            | Fadenseggen-Gesellschaften der Zwischenmoore                  | VRB  | Fadenseggen-Gesellschaften der Zwischenmoore                  | Caricion lasiocarpae Vanden Berghen in Lebrun et al. 1949                            |   |
|      | Zwischenmoor- und Schlenkengesellschaften            | Fadenseggen-Gesellschaften der Zwischenmoore                  | ASS  | Fadenseggen-Basalgesellschaft                                 | Caricion lasiocarpae-Basalgesellschaft                                               | 3 |
|      | Zwischenmoor- und Schlenkengesellschaften            | Fadenseggen-Gesellschaften der Zwischenmoore                  | ASS  | Fadenseggen-Schwingrasen                                      | Caricetum lasiocarpae Osvald 1923 nom. conserv. propos.                              | 2 |
|      | Zwischenmoor- und Schlenkengesellschaften            | Fadenseggen-Gesellschaften der Zwischenmoore                  | ASS  | Drahtseggen-Schwingrasen                                      | Caricetum diandrae Osvald 1923 nom. conserv. propos.                                 | 1 |
|      | Zwischenmoor- und Schlenkengesellschaften            | Fadenseggen-Gesellschaften der Zwischenmoore                  | ASS  | Strickwurzelseggen-Schwingrasen                               | Drepanoclado-Caricetum chordorrhizae Osvald 1925 nom. conserv. propos.               | 2 |
|      | Zwischenmoor- und Schlenkengesellschaften            | Fadenseggen-Gesellschaften der Zwischenmoore                  | ASS  | Skorpionsmoos-Steifseggenrasen                                | Scorpidium scorpidioides-Carex elata-Gesellschaft                                    | G |
|      | Zwischenmoor- und Schlenkengesellschaften            | Fadenseggen-Gesellschaften der Zwischenmoore                  | ASS  | Wunderseggen-Rasen                                            | Sphagno-Caricetum appropinquatae (Smarda 1948) Rybnicek 1974                         | 2 |
|      | Zwischenmoor- und Schlenkengesellschaften            | Fadenseggen-Gesellschaften der Zwischenmoore                  | ASS  | Gilbweiderich-Wasserseggen-Rasen                              | Lysimachio thyrsiflorae-Caricetum aquatilis Neumann ex Dierschke 1967                | 2 |
|      | Braunseggenrasen kalkarmer Flachmoore                |                                                               | ORD  | Braunseggenrasen kalkarmer Flachmoore                         | Caricetalia nigrae W. Koch 1926 nom. mutat. propos.                                  |   |
|      | Braunseggenrasen kalkarmer Flachmoore                | Braunseggen-Rasen                                             | VRB  | Braunseggen-Rasen                                             | Caricion nigrae W. Koch 1926 nom. mutat. propos.                                     |   |
|      | Braunseggenrasen kalkarmer Flachmoore                | Braunseggen-Rasen                                             | ASS  | Gesellschaft von Scheuchzers Wollgras                         | Eriophoretum scheuchzeri Fries 1913                                                  | * |
|      | Braunseggenrasen kalkarmer Flachmoore                | Braunseggen-Rasen                                             | ASS  | Braunseggen-Rasen                                             | Caricetum nigrae Braun 1915 nom. mutat. propos.                                      | 3 |
|      | Braunseggenrasen kalkarmer Flachmoore                | Braunseggen-Rasen                                             | ASS  | Dreinervseggen-Braunseggen-Rasen                              | Caricetum trinervi-nigrae Westhoff 1947                                              | 3 |
|      | Braunseggenrasen kalkarmer Flachmoore                | Braunseggen-Rasen                                             | ASS  | Sumpfherzblatt-Braunseggen-Gesellschaft                       | Parnassio-Caricetum nigrae Oberd. 1957                                               | 2 |
|      | Braunseggenrasen kalkarmer Flachmoore                | Braunseggen-Rasen                                             | ASS  | Alpenhelm-Braunseggen-Rasen                                   | Bartsio-Caricetum nigrae J. Bartsch et M. Bartsch 1940                               | 3 |
|      | Braunseggenrasen kalkarmer Flachmoore                | Braunseggen-Rasen                                             | ASS  | Fieberklee-Torfmoos-Gesellschaft                              | Menyantho-Sphagnetum teretis Warén 1926                                              | 1 |
|      | Braunseggenrasen kalkarmer Flachmoore                | Braunseggen-Rasen                                             | ASS  | Rieselseggen-Gesellschaft                                     | Caricetum pauperculae Osvald 1923 nom. mutat. et conserv. propos.                    | 2 |
|      | Davallseggen-Gesellschaften basenreicher Niedermoore |                                                               | ORD  | Davallseggen-Gesellschaften basenreicher Niedermoore          | Caricetalia davallianae Br.-Bl. 1949                                                 |   |
|      | Davallseggen-Gesellschaften basenreicher Niedermoore | Davallseggen-Gesellschaften der Kalkflachmoore und Kalksümpfe | VRB  | Davallseggen-Gesellschaften der Kalkflachmoore und Kalksümpfe | Caricion davallianae Klika 1934                                                      |   |
|      | Davallseggen-Gesellschaften basenreicher Niedermoore | Davallseggen-Gesellschaften der Kalkflachmoore und Kalksümpfe | ASS  | Gesellschaft der Schwarzen Kopfbinse                          | Junco subnodulosi-Schoenetum nigricantis Allorge 1921 nom. invers. et mutat. propos. | 1 |
|      | Davallseggen-Gesellschaften basenreicher Niedermoore | Davallseggen-Gesellschaften der Kalkflachmoore und Kalksümpfe | ASS  | Mehlprimel-Kopfbinsen-Rasen                                   | Schoenetum ferruginei Du Rietz 1925                                                  | 3 |
|      | Davallseggen-Gesellschaften basenreicher Niedermoore | Davallseggen-Gesellschaften der Kalkflachmoore und Kalksümpfe | ASS  | Davallseggen-Rasen                                            | Caricetum davallianae Dutoit 1924                                                    | 2 |
|      | Davallseggen-Gesellschaften basenreicher Niedermoore | Davallseggen-Gesellschaften der Kalkflachmoore und Kalksümpfe | ASS  | Eisseggen-Gesellschaft                                        | Caricetum frigidae Rübel 1911                                                        | 3 |
|      | Davallseggen-Gesellschaften basenreicher Niedermoore | Davallseggen-Gesellschaften der Kalkflachmoore und Kalksümpfe | ASS  | Gesellschaft der Armblütigen Sumpfbinse                       | Eleocharitetum quinqueflorae Lüdi 1921 nom. mutat. propos.                           | 2 |
|      | Davallseggen-Gesellschaften basenreicher Niedermoore | Davallseggen-Gesellschaften der Kalkflachmoore und Kalksümpfe | ASS  | Herzblatt-Zweischneidbinsen-Gesellschaft                      | Parnassio-Juncetum atricapilli Westhoff ex Westhoff et al. 1995                      | 1 |
|      | Davallseggen-Gesellschaften basenreicher Niedermoore | Davallseggen-Gesellschaften der Kalkflachmoore und Kalksümpfe | ASS  | Alpenbinsen-Gesellschaft                                      | Juncus alpinus-Gesellschaft                                                          | 2 |
|      | Davallseggen-Gesellschaften basenreicher Niedermoore | Arktisch-alpine Binsenseggen-Schwemmufergesellschaften        | VRB  | Arktisch-alpine Binsenseggen-Schwemmufergesellschaften        | Caricion maritimae Br.-Bl. in Volk 1940 corr.                                        |   |
|      | Davallseggen-Gesellschaften basenreicher Niedermoore | Arktisch-alpine Binsenseggen-Schwemmufergesellschaften        | ASS  | Gesellschaft der Kleingrannigen Segge                         | Caricetum microglochinis Nordhagen (1928) 1943                                       | - |
|      | Davallseggen-Gesellschaften basenreicher Niedermoore | Arktisch-alpine Binsenseggen-Schwemmufergesellschaften        | ASS  | Kopfseggen-Gesellschaft                                       | Carex capitata-Gesellschaft                                                          | - |

## Zwergstrauchreiche Hochmoor-Torfmoos-Gesellschaften
| Bild | Ordnung                                                                    | Verband                                                        | Rang | Deutscher Name                                                             | wissenschaftlicher Name                                                               | G |
| ---- | -------------------------------------------------------------------------- | -------------------------------------------------------------- | ---- | -------------------------------------------------------------------------- | ------------------------------------------------------------------------------------- | - |
|      | Glockenheide-Warzentorfmoos-Gesellschaften der Heidemoore und Feuchtheiden |                                                                | ORD  | Glockenheide-Warzentorfmoos-Gesellschaften der Heidemoore und Feuchtheiden | Erico-Sphagnetalia papillosi Schwickerath 1940                                        |   |
|      | Glockenheide-Warzentorfmoos-Gesellschaften der Heidemoore und Feuchtheiden | Glockenheide-Feuchtheide-Gesellschaften                        | VRB  | Glockenheide-Feuchtheide-Gesellschaften                                    | Ericion tetralicis Schwickerath 1933                                                  |   |
|      | Glockenheide-Warzentorfmoos-Gesellschaften der Heidemoore und Feuchtheiden | Glockenheide-Feuchtheide-Gesellschaften                        | ASS  | Glockenheide-Gesellschaft                                                  | Ericetum tetralicis (Allorge 1922) Jonas 1932                                         | 2 |
|      | Glockenheide-Warzentorfmoos-Gesellschaften der Heidemoore und Feuchtheiden | Glockenheide-Feuchtheide-Gesellschaften                        | ASS  | Rasenbinsen-Gesellschaft                                                   | Sphagno compacti-Trichophoretum germanici (Oberd. 1938) J. Bartsch et M. Bartsch 1940 | 3 |
|      | Glockenheide-Warzentorfmoos-Gesellschaften der Heidemoore und Feuchtheiden | Glockenheide-Feuchtheide-Gesellschaften                        | ASS  | Kriechweiden-Glockenheide-Moorgesellschaft                                 | Salici repentis-Ericetum (Tx. 1937) Westhoff ex Barendregt 1982                       | 3 |
|      | Glockenheide-Warzentorfmoos-Gesellschaften der Heidemoore und Feuchtheiden | Zwergstrauchbeherrschte Gesellschaften oligotroph-saurer Moore | VRB  | Zwergstrauchbeherrschte Gesellschaften oligotroph-saurer Moore             | Oxycocco-Ericion (Nordhagen 1936) Tx. 1937                                            |   |
|      | Glockenheide-Warzentorfmoos-Gesellschaften der Heidemoore und Feuchtheiden | Zwergstrauchbeherrschte Gesellschaften oligotroph-saurer Moore | ASS  | Glockenheide-Torfmoos-Bultengesellschaft                                   | Erico-Sphagnetum magellanici (Osvald 1923) Moore 1968                                 | 2 |
|      | Hochmoor-Torfmoos-Gesellschaften                                           |                                                                | ORD  | Hochmoor-Torfmoos-Gesellschaften                                           | Sphagnetalia magellanici (Pawlowski 1928) Kästner et Flößner 1933                     |   |
|      | Hochmoor-Torfmoos-Gesellschaften                                           | Hochmoor-Torfmoos-Gesellschaften                               | VRB  | Hochmoor-Torfmoos-Gesellschaften                                           | Sphagnion magellanici Kästner et Flößner 1933                                         |   |
|      | Hochmoor-Torfmoos-Gesellschaften                                           | Hochmoor-Torfmoos-Gesellschaften                               | ASS  | Bunttorfmoos-Gesellschaft                                                  | Sphagnetum magellanici (Malcuit 1929) Kästner et Flößner 1933                         | 3 |
|      | Hochmoor-Torfmoos-Gesellschaften                                           | Hochmoor-Torfmoos-Gesellschaften                               | ASS  | Porst-Bunttorfmoos-Gesellschaft                                            | Ledo-Sphagnetum magellanici Sukopp ex Neuhäusl 1969                                   | 2 |
|      | Hochmoor-Torfmoos-Gesellschaften                                           | Hochmoor-Torfmoos-Gesellschaften                               | ASS  | Rasenbinsen-Hochmoorgesellschaft                                           | Eriophoro-Trichophoretum cespitosi (Zlatnik 1928, Rudolph et al. 1928) Rübel 1933     | 2 |
|      | Hochmoor-Torfmoos-Gesellschaften                                           | Hochmoor-Torfmoos-Gesellschaften                               | ASS  | Scheidenwollgras-Gesellschaft                                              | Eriophorum vaginatum-Gesellschaft                                                     | * |